# Cá he đỏ

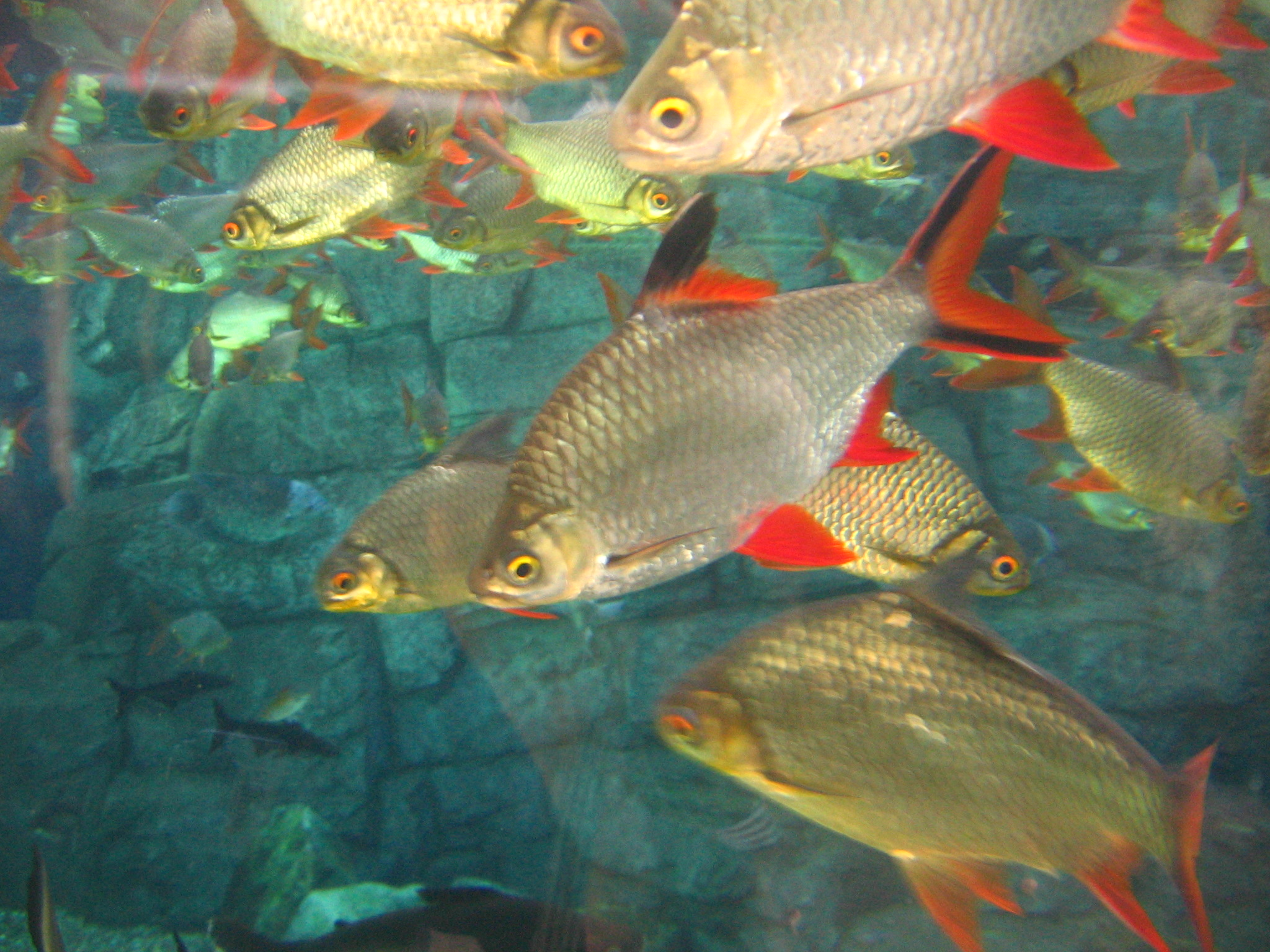
Một bầy cá he đỏ trong bể cá cảnh

Cá he đỏ hay cá kim sơn (danh pháp khoa học: Barbonymus schwanenfeldii) là một loài cá thuộc họ Cá chép. Loài này đã được mô tả với danh pháp Barbus schwanenfeldii bởi Pieter Bleeker vào năm 1853, và cũng đã được đặt trong các các chi Barbodes và Puntius'. Danh pháp chi tiết thường xuyên bị viết sai chính tả thành schwanefeldii.
Ngày nay nó thường được đặt trong chi Barbonymus, được thiết lập vào năm 1999. Nó là loài điển hình của chi.
Loài cá này có nguồn gốc từ lưu vực các sông Mê Kông và sông Chao Phraya của Thái Lan, Sumatra, Borneo, và bán đảo Mã Lai
, nơi nó được tìm thấy ở các sông, suối, kênh, mương. Nó cũng bơi vào các cánh đồng bị ngập lụt. Môi trường sống tự nhiên của nó là trong nước với độ pH 6,5-7,0, độ cứng nước của lên đến 10 dGH, và phạm vi nhiệt độ 72-77 °F (22-25 °C). Tại Indonesia, một phạm vi nhiệt độ là 20,4 °C đến 33,7 °C được ghi nhận của loài này. Cá he đỏ phần lớn ăn cỏ, tiêu thụ loài macrophyte và thực vật đất ngập nước, cũng như tảo sợi và đôi khi ăn côn trùng. Nó cũng ăn cá nhỏ, sâu, và động vật giáp xác.

## Hình ảnh

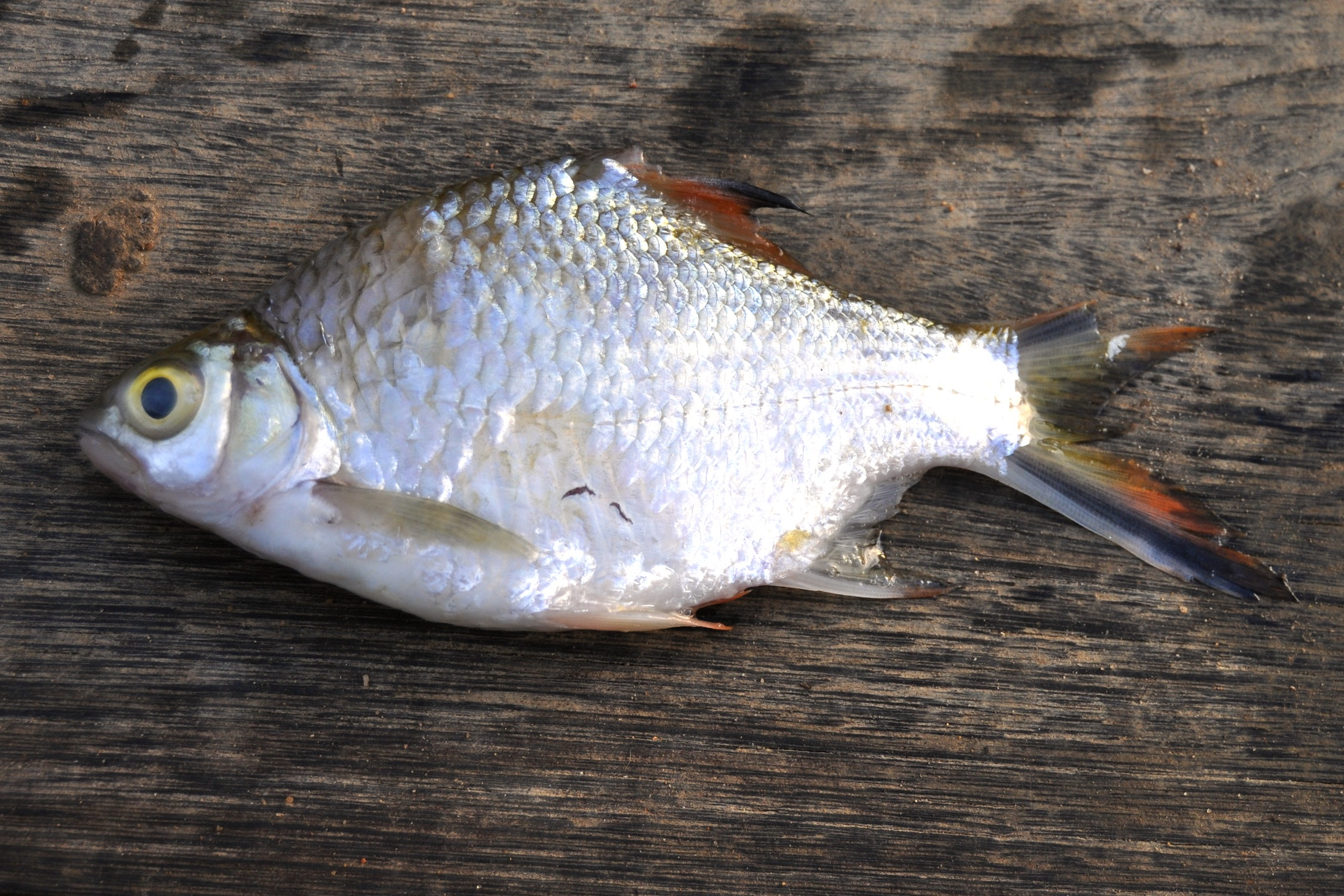
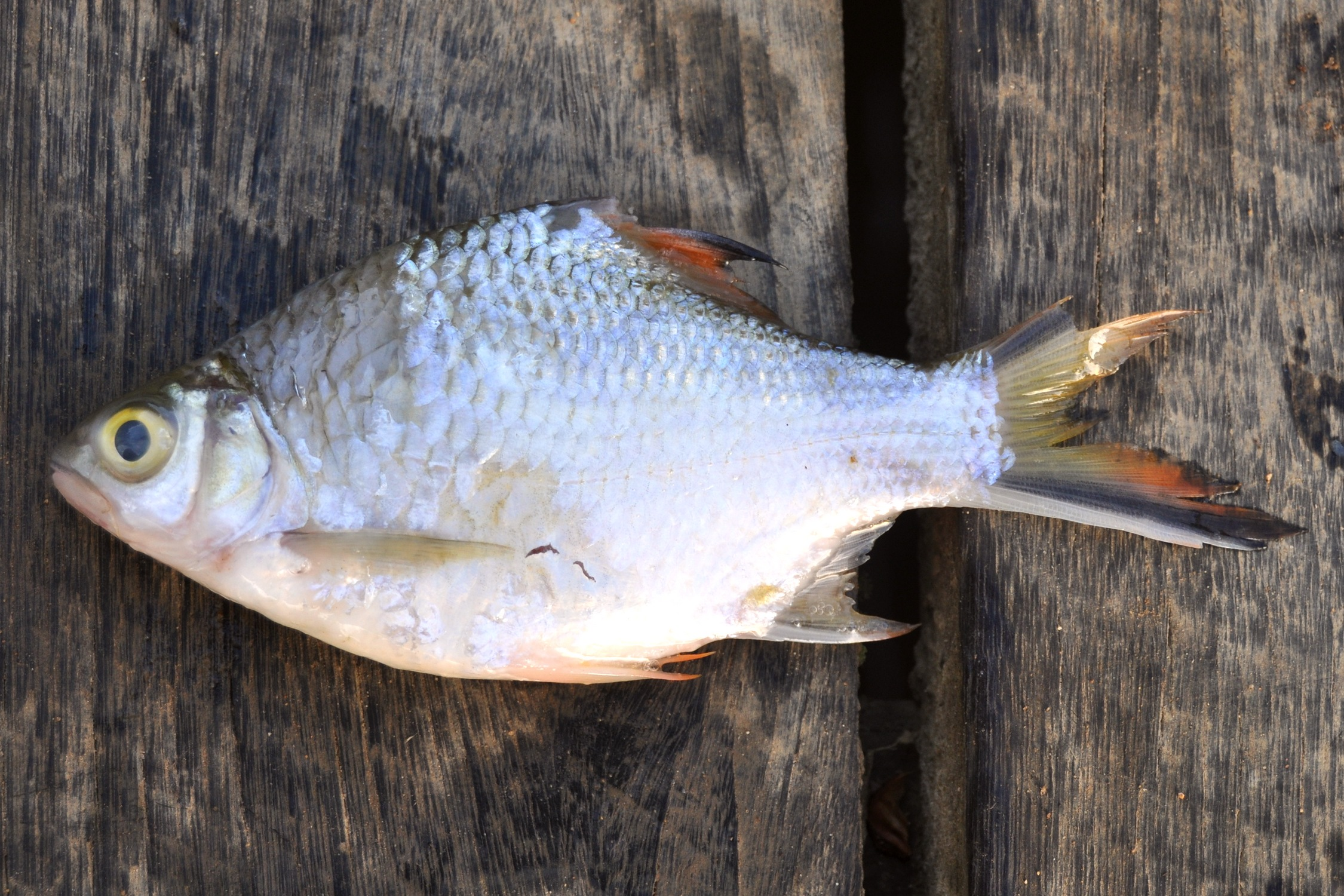
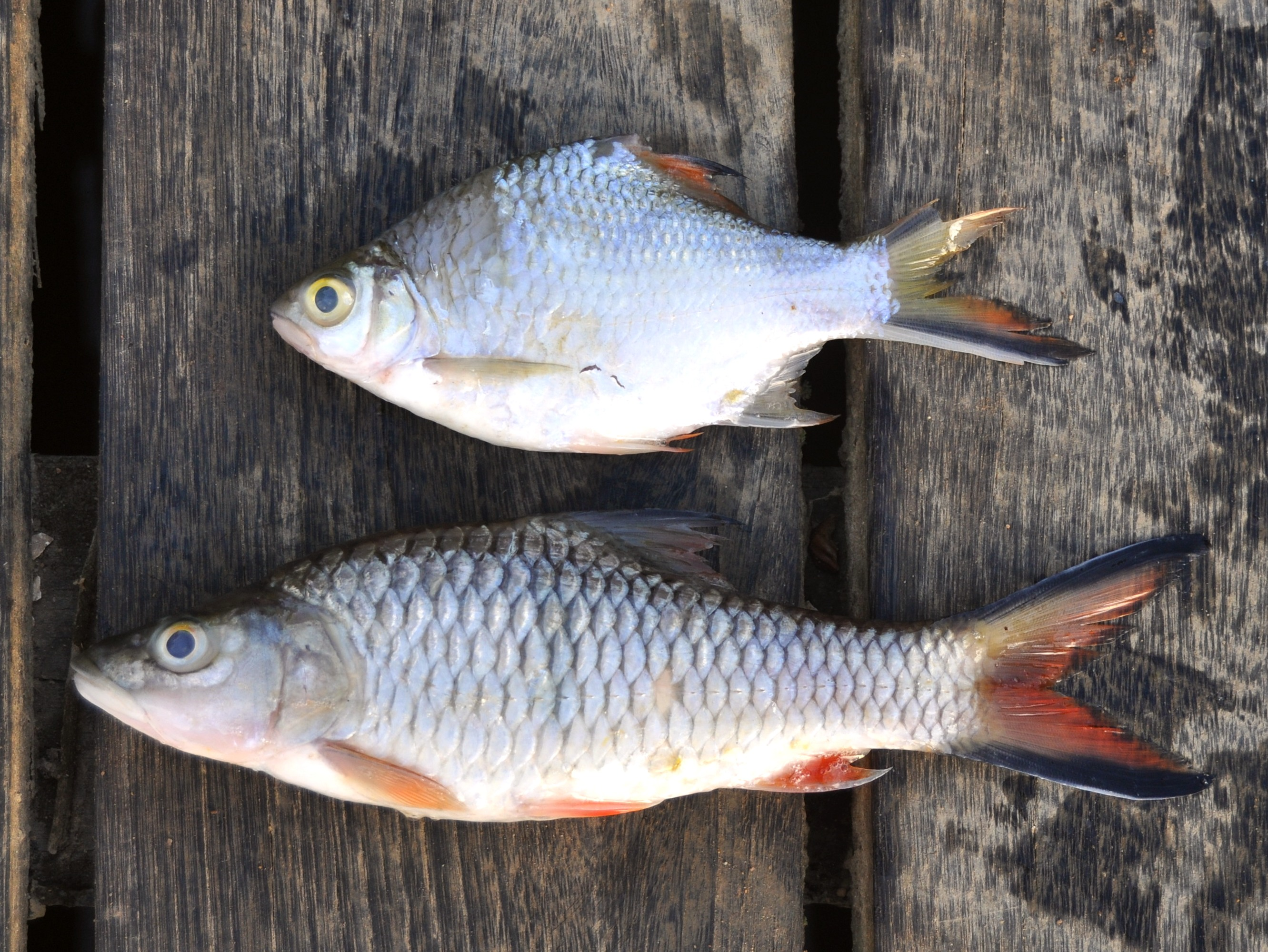
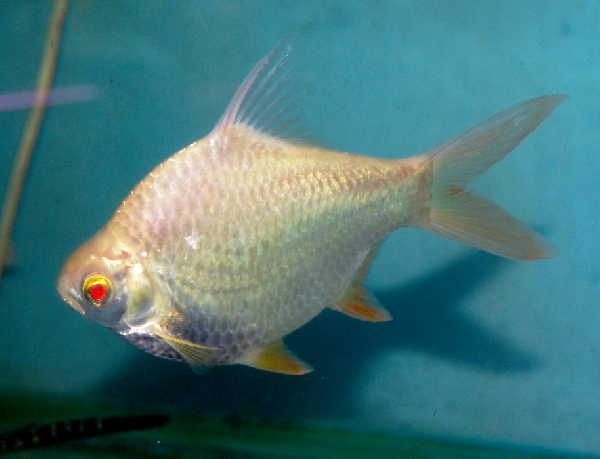